# 1991 Darwin
1991 Darwin (1967 JL) là một tiểu hành tinh vành đai chính được phát hiện ngày 6 tháng 5 năm 1967 bởi C. U. Cesco và A. R. Klemola ở Yale-Columbia Southern Station, El Leoncito. Nó được đặt theo tên the famous English naturalist Charles Darwin.